# National socialist black metal
Le National socialist black metal (abrégé NS Black Metal, NSBM ou Radical black metal), qui se traduit par « black metal national-socialiste », est une étiquette donnée à certains groupes de black metal faisant référence (explicitement ou non) au national-socialisme allemand, ou à des thèmes fortement liés comme le fascisme, le racisme, l'antisémitisme, l'aryanisme, le suprémacisme blanc, le mysticisme nazi, et plus largement le paganisme ou le nationalisme. Ces groupes conservent souvent (mais pas nécessairement) le côté fortement antichrétien, haineux et underground caractérisant le black metal. 
D'abord très nébuleuse au début de la seconde vague du black metal, la scène NSBM connaît une expansion significative à la fin des années 1990, début 2000, notamment via certains groupes pionniers (Absurd, Funeral/Kristallnacht, Der Stürmer, etc.), par la diffusion de compilations musicales orientées (The Night and the Fog) ou par l'action de groupuscules ouvertement néo-nazis (Pagan Front).

## Histoire
Bien que floue, son origine se situe dans la droite lignée de la radicalisation de la scène Black Metal (communément appelée « seconde vague ») au début des années 1990, avec ses nombreux meurtres et ses incendies d'église (par centaines), histoire aujourd'hui largement référencée, ayant même donné lieu à un film grand public en 2019.
À l'époque, quelques éléments montraient une radicalité accrue, comme la première édition de l'album culte de Darkthrone, Transilvanian Hunger, qui contenait au dos l'inscription « norsk arisk black metal » (« black metal norvégien et aryen »), ou encore certaines déclarations ouvertement racistes du batteur de Mayhem, Hellhammer. Les exemples peuvent se multiplier (la sortie de Nazi Occult Metal de Spear of Longinus en 1995, l'utilisation du terme « Black National Socialist Metal » par le groupe français Funeral en 1996 dans le fanzine Hatemonger), mais restent anecdotiques et sans réelles influences sur le moment[réf. nécessaire]. En France, le NSBM se développera surtout dans les années 2000 avec des groupes tels que Seigneur Voland ou Kristallnacht.
Ce n'est qu'à partir de 1999, avec la sortie conjointe de l'EP Asgardsrei du groupe Absurd (première édition cassette limitée à 88 copies, EP banni en Allemagne depuis 2010), et de la compilation américaine The Night and the Fog par le label Dungeons of Darkness que sera « institué » le terme NSBM pour désigner tous les groupes officiant dans cette mouvance.
Si les acteurs de la scène NSBM ont aujourd'hui des motivations divergentes, le mouvement a été, et semble rester un phénomène « réactionnaire » au sens strict puisqu'il vise à restaurer l'aura sulfureuse (et underground) qu'avait le black metal à ses débuts, jusqu'au milieu des années 1990, avant la phase commerciale que des groupes comme Cradle of Filth ou Dimmu Borgir ont initiée. Les groupes étiquetés NSBM restent en effet, à ce jour, les seuls groupes à être bannis des plateformes de vente en ligne comme Discogs, de certains canaux de diffusion comme YouTube (pour hate speech) , ou de certaines bases de données musicales comme Spirit of Metal.

## Classification et distribution
Bien qu'il existe des marqueurs explicites (symboles, imagerie, thèmes, références historiques, etc.), il est parfois difficile de savoir si un groupe mérite ou non l'appellation NSBM, car certains groupes sont « simplement » racistes, sans être nécessairement NS (Dark Fury, Evil, Nekrokrist SS, etc.), et à l'inverse, certains groupes sont explicitement nazis sans être purement Black Metal (Absurd). Sans oublier les groupes souhaitant simplement jouer avec tous les interdits de leur temps. Cette étiquette apparait donc souvent « à l'usage », par la présence de membres en communs, l’existence de splits (Graveland / Honor par exemple), de fréquentations communes sur des affiches de concerts politisés (Asgardsrei, Call of Terror, etc.) ou in fine, par des déclarations dans des interviews.
Bien qu'en croissance, cette mouvance reste marginale dans une scène black metal qui l'est de toute façon déjà beaucoup. La distribution des groupes affiliés au mouvement NSBM se structure néanmoins sur des labels dédiés importants, comme : Darker than Black (créé par Hendrick Möbus, leader d'Absurd), World Terror Committee'(créé par Sven Zimper, alias Unhold, ancien chanteur pour Absurd ou Grand Belial's Key), Werewolf Records (créé par Lauri Penttilä, alias Werwolf, leader de Satanic Warmaster), Hassweg Productions. et Lower Silesian Stronghold (créé par Raborym, leader de Dark Fury). Certains labels aujourd'hui disparus, comme le label anglais Supernal music ont édité des groupes tels que Kataxu, Der Stürmer ou encore Fanisk (connu après le remarqué « Noontide » orné d'une croix gammée). Enfin, des labels plus généralistes distribuent (et parfois même rééditent) sporadiquement des sorties NSBM, tels qu'Osmose Productions avec Nokturnal Mortum ou Drakkar Productions avec Gestapo 666 ou Grand Belial's Key.

## Impact sur la société
Du fait de ses proximités évidente avec l’extrême droite, les groupes et les évènements NSBM sont régulièrement dénoncés par les médias antifascistes comme La Horde, Rebellyon ou FuckFolkish, et plus largement par des médias de gauche comme Rue89, le Nouvel Obs ou Libération.[réf. nécessaire]
L'exemple le plus récent de « tension » sur le sol français date de 2016. À cette époque, le Ragnard Rock Festival, un festival de heavy metal généraliste avec un fort tropisme païen, se produisant à Simandre-sur-Suran, avait à l'affiche Graveland et Nokturnal Mortum, deux références de la scène NSBM. Le festival n'a pas été annulé mais des saluts nazis ont été observés dans la foule. La plupart des médias locaux comme nationaux se sont emparés de l'affaire,, ainsi que SOS Racisme et la LICRA, qui demandera des poursuites en justice. Voici un extrait du communiqué, consultable en ligne : « Pendant le concert du groupe Graveland organisé par le Ragnard Rock Festival, de nombreux saluts nazis ont été observés ainsi que des tee-shirts à la gloire de l’armée du Troisième Reich (comme l’atteste l’article du Progrès du 25 juillet 2016). [...] En toute hypothèse, l’organisation du Festival a failli et l’expression de la haine raciale et des symboles du nazisme a pu prospérer. Dès lors, sur la base de l’article 212-1 du Code de la Sécurité Intérieure, la question de la dissolution de la Compagnie d’Edoras est clairement posée. La venue de néonazis au Ragnard Rock Festival était prévisible et l’État ne l’ignorait pas. En autorisant malgré tout la manifestation, qui plus est en période d’état d’urgence, l’État a commis une faute. Il importe aujourd’hui de tirer les leçons de ce qui s’est passé ce week-end dans l’Ain en appliquant désormais à l’égard de l’incitation à la haine raciale un principe simple : la tolérance zéro. »
D'autres affaires publiques ont également concernés des groupes NSBM, comme les musiciens Black Christ et Xaphan, respectivement membres de Blessed in Sin et Funeral avec la profanation en 1996 de la tombe d'une catholique, Yvonne Foin, affaire qui a mené ses protagonistes en prison,.  C'est pendant ce temps en prison que Xaphan conceptualisera le projet Seigneur Voland, formé quelques années plus tard en 1999. Plus généralement, chaque concert néo-nazi ou impliquant des formations NSBM sont sujets à polémiques dans la presse locale, en France comme à l'étranger. Seuls certains pays échappent à cette règle, comme l'Ukraine où le festival Asgardsrei se déroule chaque année sans la moindre contestation locale.
Certains membres font de la politique comme en 2012, Keádas (de son vrai nom Geórgios Germenís) se fit élire au parlement grec comme député du parti d'extrême-droite Aube Dorée. Il serra condamné à 15 ans de prison après le procès du parti politique pour avoir dirigé, lui et d'autres personnes une organisation criminelle. Alexeï Levkine, fondateur du festival Asgardsrei, est également membre du Régiment Azov.
En France, en 2023, d'après une enquête de Donatien Huet du journal Mediapart, un festival NSBM du nom de Night for the Blood devait avoir lieu le 25 février dans les Vosges, près de Saint-Dié-des-Vosges, le lieu exact n'étant pas précisé à l'avance. Comme le rapporte le journaliste, ce type de festival clandestin est courant en France depuis quelques années : « Soleil noir, runes de vie et de mort : les symboles du mysticisme nazi imprimés sur le flyer annonçant l’événement, que Mediapart s’est procuré, ne laissent aucun doute quant à son contenu. À l’affiche figurent quatre groupes – Stahlfront (Allemagne), Eidkameraden (Suisse), Leibstandarte et Todesschwadron (France) – à l’idéologie néonazie solidement ancrée. [...] Si le « Night for the Blood » (« Nuit pour le sang ») devait avoir lieu samedi, il s’agirait du premier événement majeur de ce genre en France depuis trois ans. Le dernier en date, à savoir la quatrième édition du festival « Call of Terror », s’était tenu le 8 février 2020 dans la salle des fêtes de la commune de Châtillon-la-Palud (Ain), près de Lyon, accueillant quelque 300 spectateurs et spectatrices. Quant au Night of Honour, autre rendez-vous notable de la scène black metal néonazie, sa troisième et ultime édition s’est déroulée le 17 février 2018 dans le local du club de motards Gremium MC géré par Serge Ayoub, alias Batskin, à Berzy-le-Sec (Aisne), au nord de Paris. »
À la suite de l'intervention du ministre de l'intérieur Gerald Darmanin, l'évènement a reçu une très large couverture médiatique,,. On a par exemple pu lire les explications dans la presse d'antifas connus du milieu comme Alexander Samuel sur le sujet. À la suite d'une mobilisation exceptionnelle de six préfectures du Grand Est, le festival n'a pas pu avoir lieu.

## Scène latino-américaine
En Amérique latine, une scène NSBM voit le jour à la fin des années 1990 au Mexique via le label Organización Nacional Socialista Pagana. Elle se distingue des scènes NSBM « occidentales » en incluant des éléments de musique autochtone sud-américaine et en incorporant à leurs thèmes les mythologies aztèque, maya et inca. La plupart des artistes de NSBM sud-américain chantent en espagnol, mais certains groupes utilisent des langues indigènes. Parmi leurs idées communes se retrouvent une approche décoloniale et anti-mondialisation du nazisme ainsi que la croyance en un complot juif à l'origine de la colonisation européenne des Amériques.